# Stapelia
Genre
Les stapelia sont des plantes succulentes  de la tribu des Stapéliées, de la famille des Apocynacées (anciennement Asclépiadacées), originaires pour la plupart d'Afrique du Sud. Leur nom est un hommage à Jan Bode van Stapel, mort en 1636. Le genre Stapelia comporte à peu près cent espèces. 
Elles sont de croissance lente, sans épines. 
Les tiges peuvent être dressées, rampantes et couchées, voire retombantes.
La fleur de certaines espèces, notamment Stapelia gigantea, peut atteindre 41 cm de diamètre à pleine ouverture. La plupart des fleurs sont  fortement poilues, avec de petites verrues et produisent une subtile odeur de chair décomposée (à l'exception du doux parfum de Stapelia flavopurpurea). Ces effluves attirent divers pollinisateurs, notamment, pour ce qui concerne l’aspect et l’odeur de charogne, les mouches vertes et bleues, les mouches grises dites « à viande » et d'autres diptères de la famille des Calliphoridées.
Ces mouches déposent souvent des œufs autour de la couronne de la fleur de « Stapelia » lorsqu'elles sont trompées par l'odeur de la plante.
Les poils et l'apparence bizarrement texturée et colorée de beaucoup de fleurs de « Stapelia », imitant l’aspect de la viande pourrissante, ajoutés à leur odeur, ont valu au genre « Stapelia » le nom de fleurs cadavres (en anglais carrion flowers, fleurs de charogne).
Une dizaine d'espèces de « Stapelia » sont communément cultivées comme plante en pot et sont utilisées comme plante de rocaille dans les régions où le climat le permet (zone USDA 10).

## Liste d'espèces
Ce genre comprend environ 70 espèces :
- Stapelia acuminata
- Stapelia albicans
- Stapelia albipilosa
- Stapelia arenosa
- Stapelia asterias
- Stapelia aurea
- Stapelia ausana
- Stapelia barklyi
- Stapelia bayfieldii
- Stapelia baylissii
- Stapelia bella
- Stapelia cactiformis
- Stapelia cantabrigensis
- Stapelia caudata
- Stapelia cedrimontana
- Stapelia clavicorona
- Stapelia cupularis
- Stapelia desmetiana
- Stapelia dinteri
- Stapelia divaricata
- Stapelia divergens
- Stapelia engleriana
- Stapelia erectiflora
- Stapelia flavirostris
- Stapelia flavopurpurea
- Stapelia gariepensis
- Stapelia gettliffei
- Stapelia gigantea
- Stapelia glabricaulis
- Stapelia glabriflora
- Stapelia glanduliflora
- Stapelia grandiflora
- Stapelia hanburyana
- Stapelia hirsuta
- Stapelia immelmaniac
- Stapelia knobelii
- Stapelia kougabergensis
- Stapelia kwebensis
- Stapelia leendertziae
- Stapelia lepida
- Stapelia macloughlinii
- Stapelia macowanii
- Stapelia maculosa
- Stapelia maculosoides
- Stapelia melanantha
- Stapelia mutabilis
- Stapelia obducta
- Stapelia olivacea
- Stapelia pachyrrhiza
- Stapelia paniculata
- Stapelia parvula
- Stapelia pearsonii
- Stapelia peglerae
- Stapelia pillansii
- Stapelia portae-taurinae
- Stapelia praetermissa var. luteola
- Stapelia praetermissa var. praetermissa
- Stapelia preastans
- Stapelia remota
- Stapelia rubiginosa
- Stapelia rufa
- Stapelia schinzii
- Stapelia scitula
- Stapelia similis
- Stapelia tsomoensis
- Stapelia unicornis
- Stapelia variegata
- Stapelia vetula
- Stapelia villetiae
- Stapelia youngii

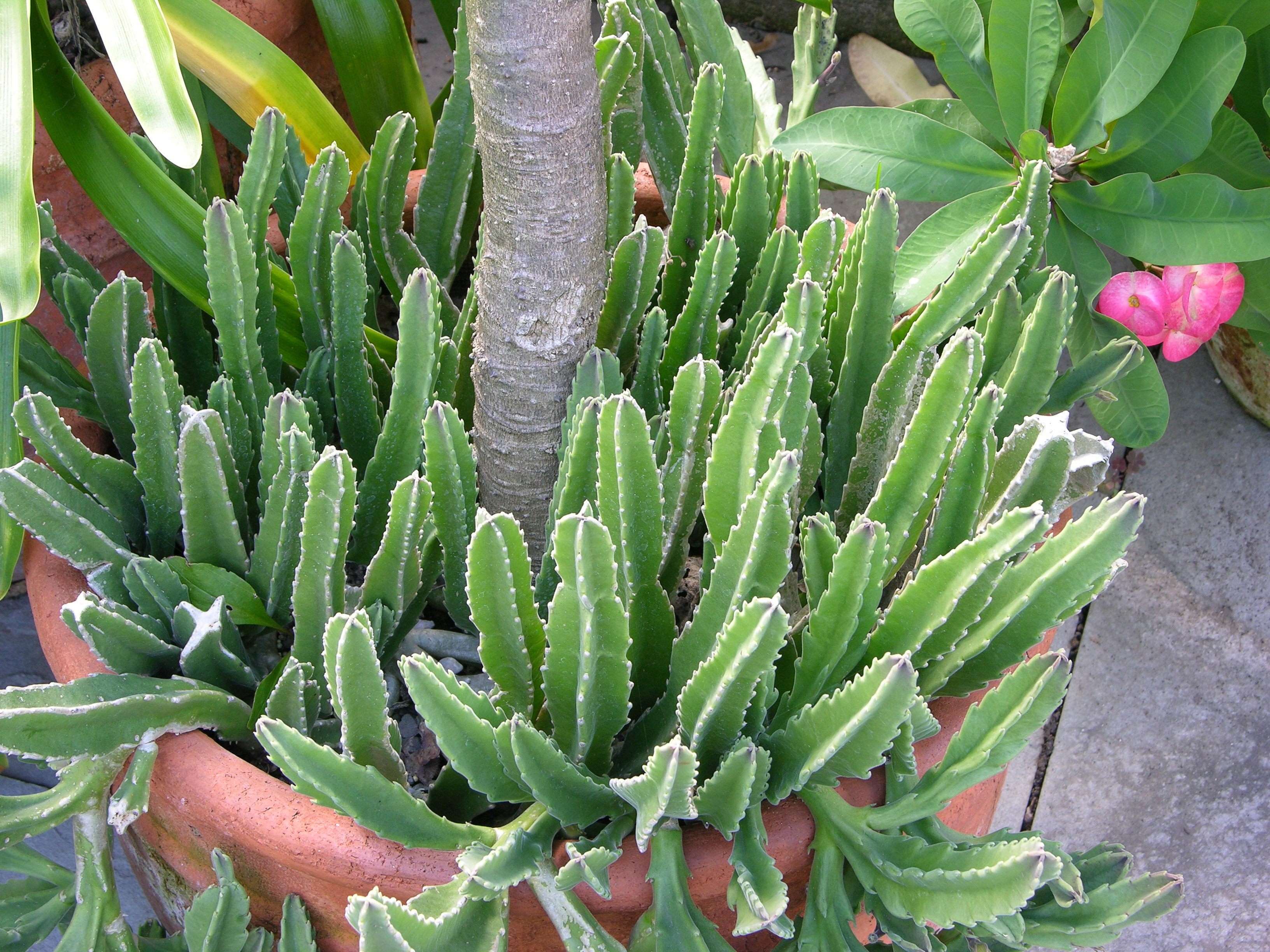
Tiges de Stapelia
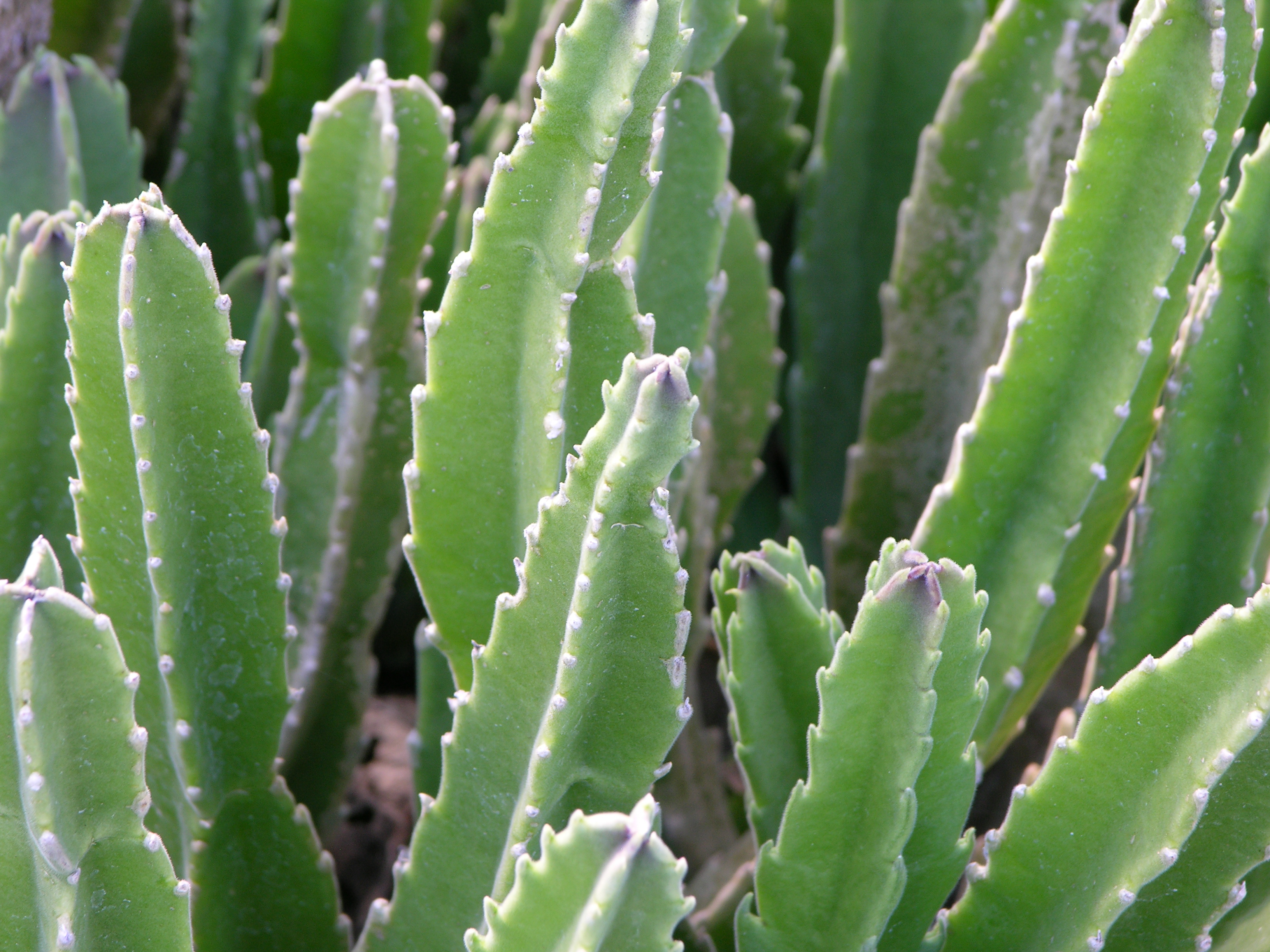
Détail de tiges de S. gigantea
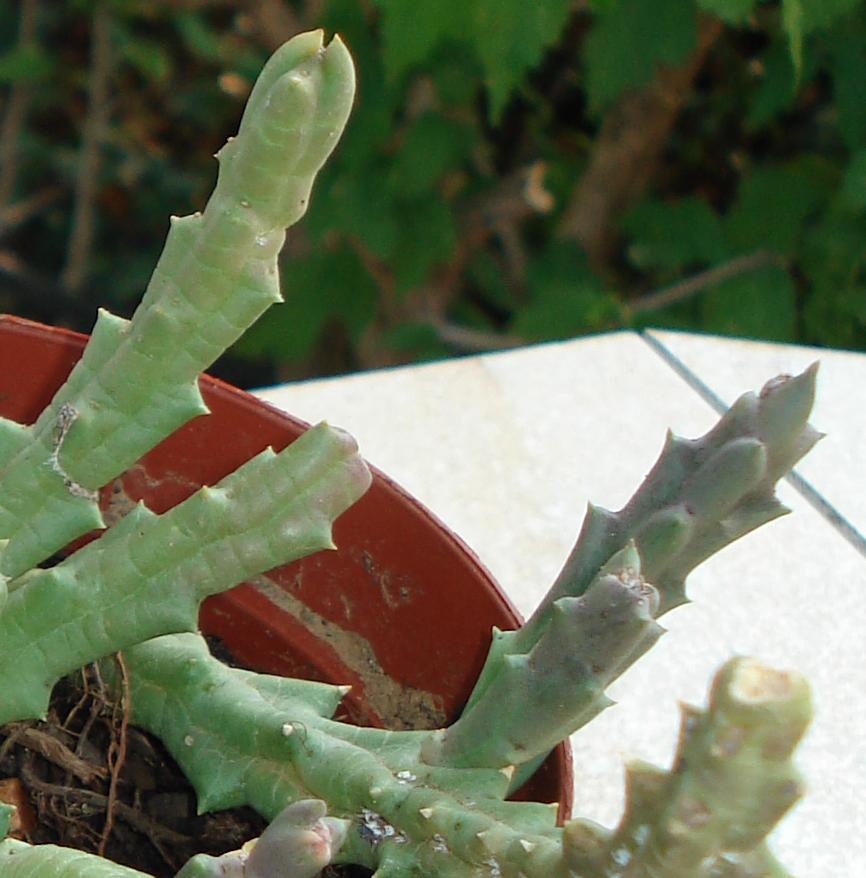
Orbea variegata (syn. S. variegata) (tiges)
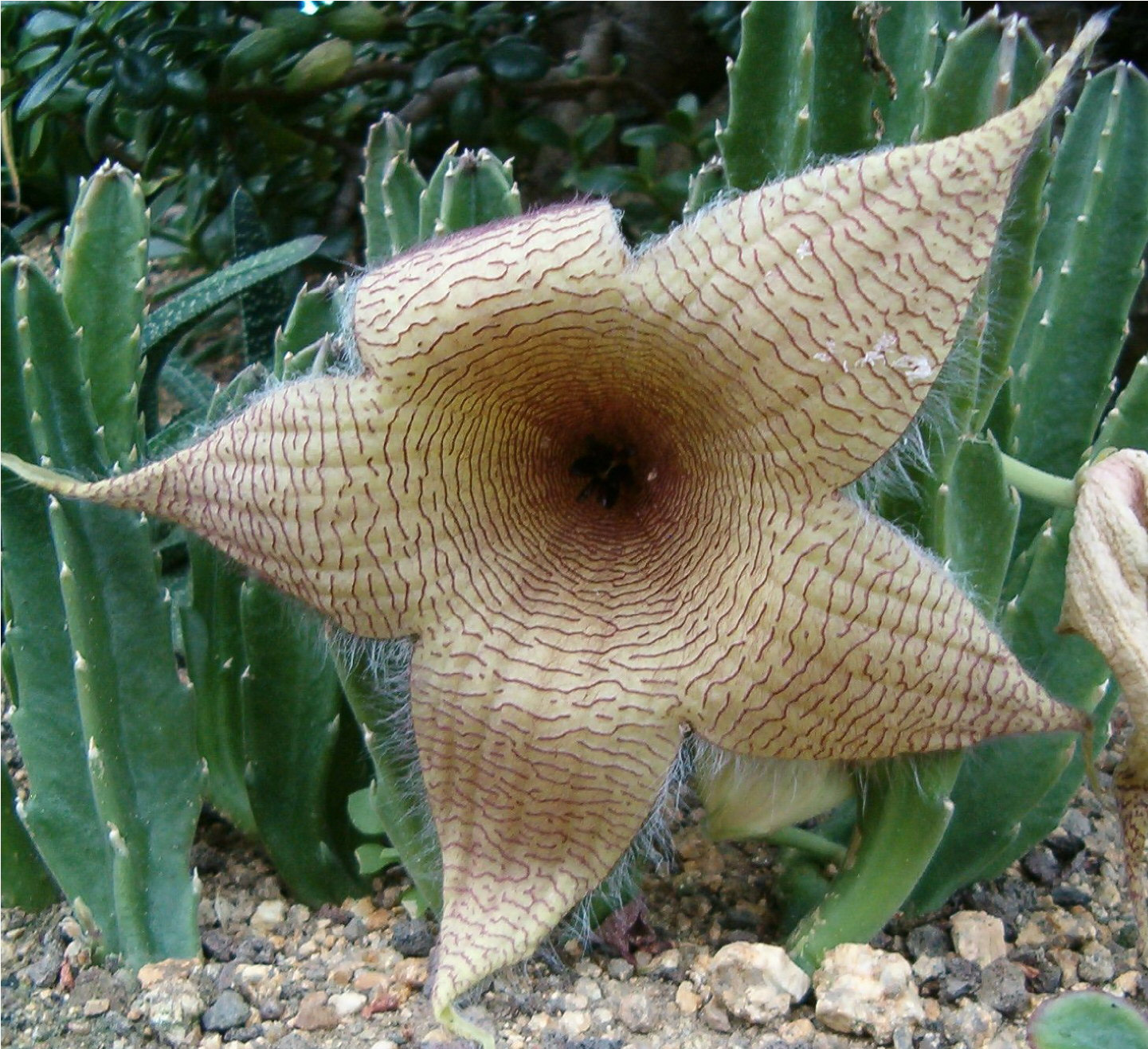
S. gigantea
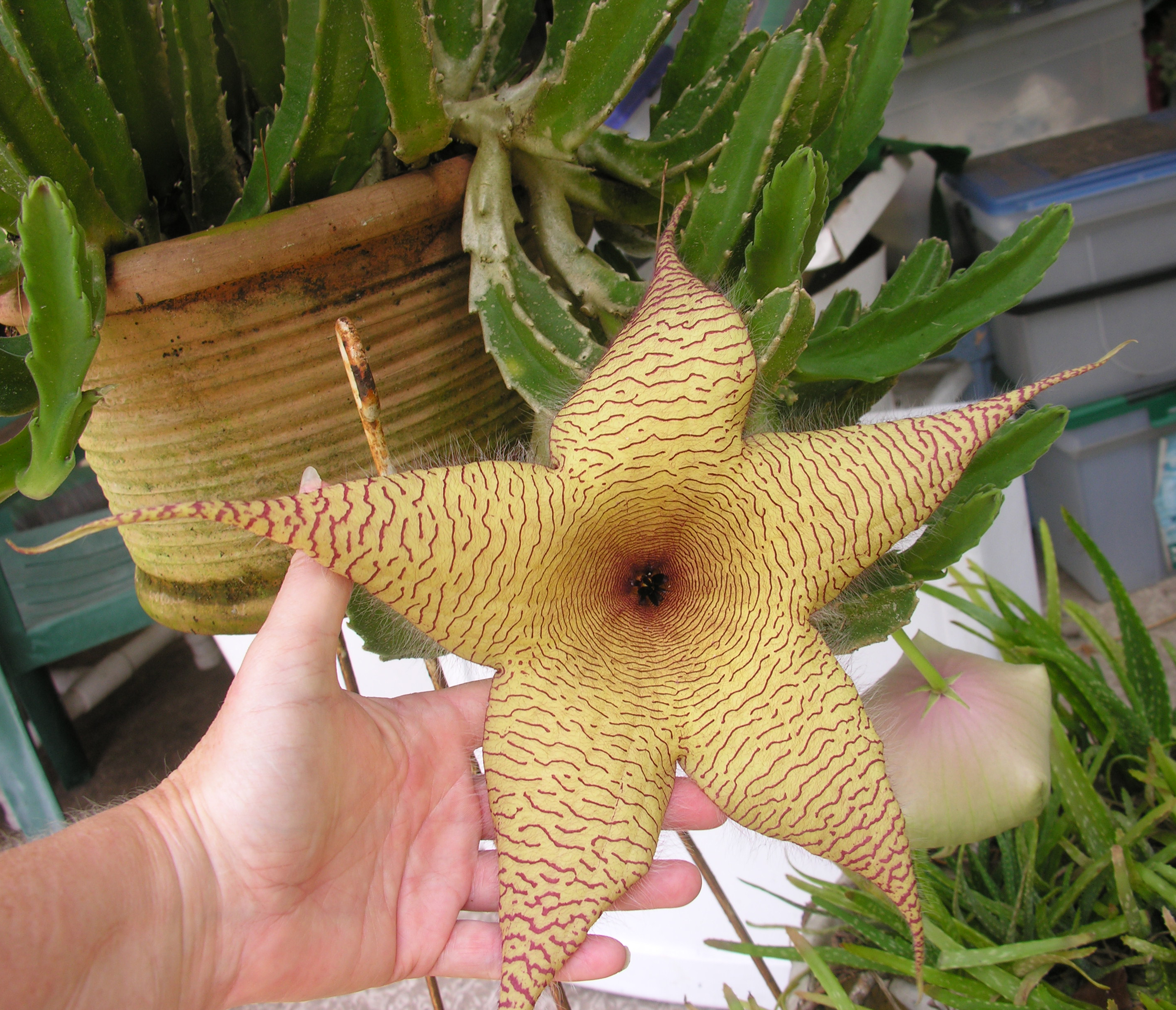
Fleur de S. gigantea
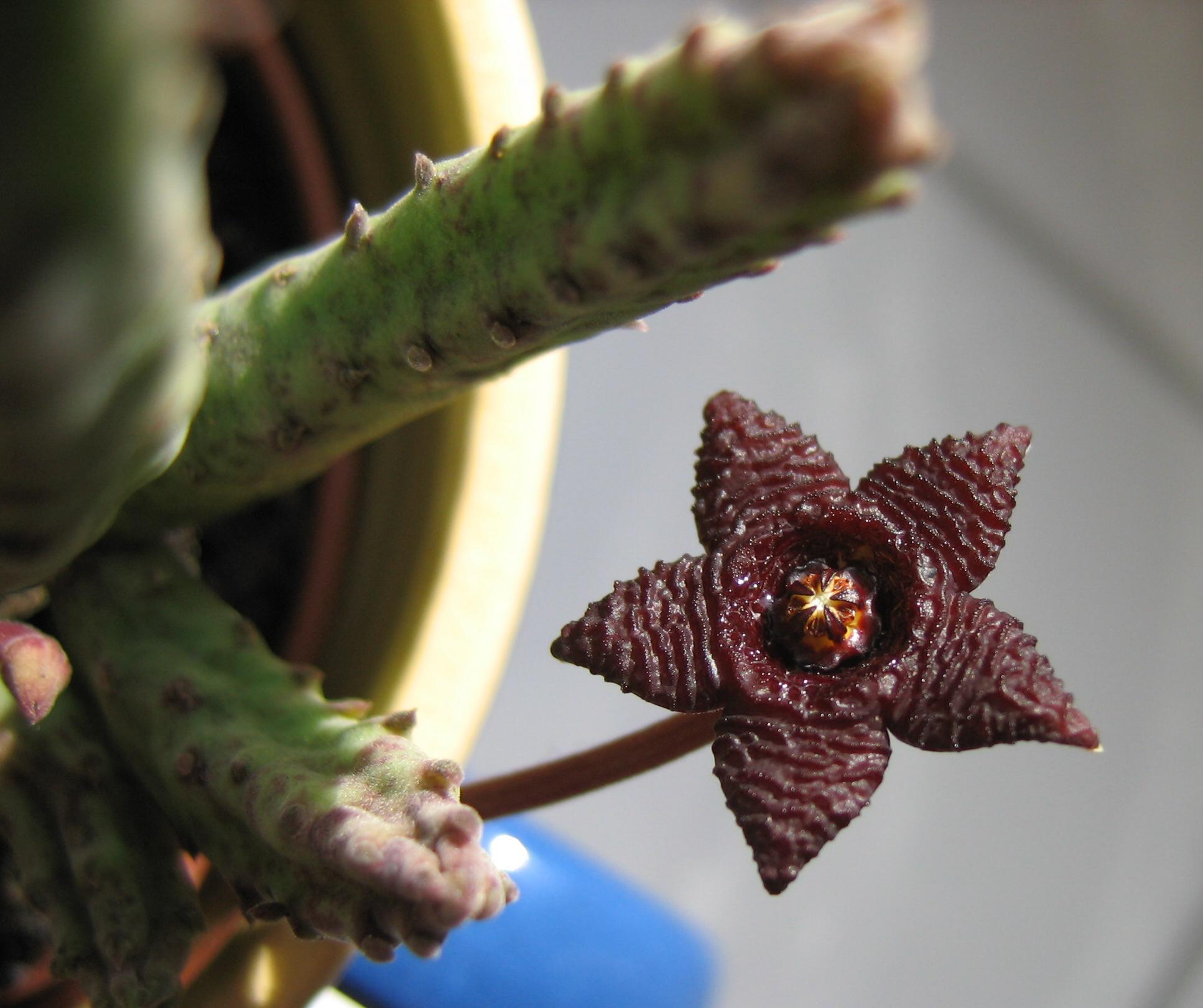
S. similis
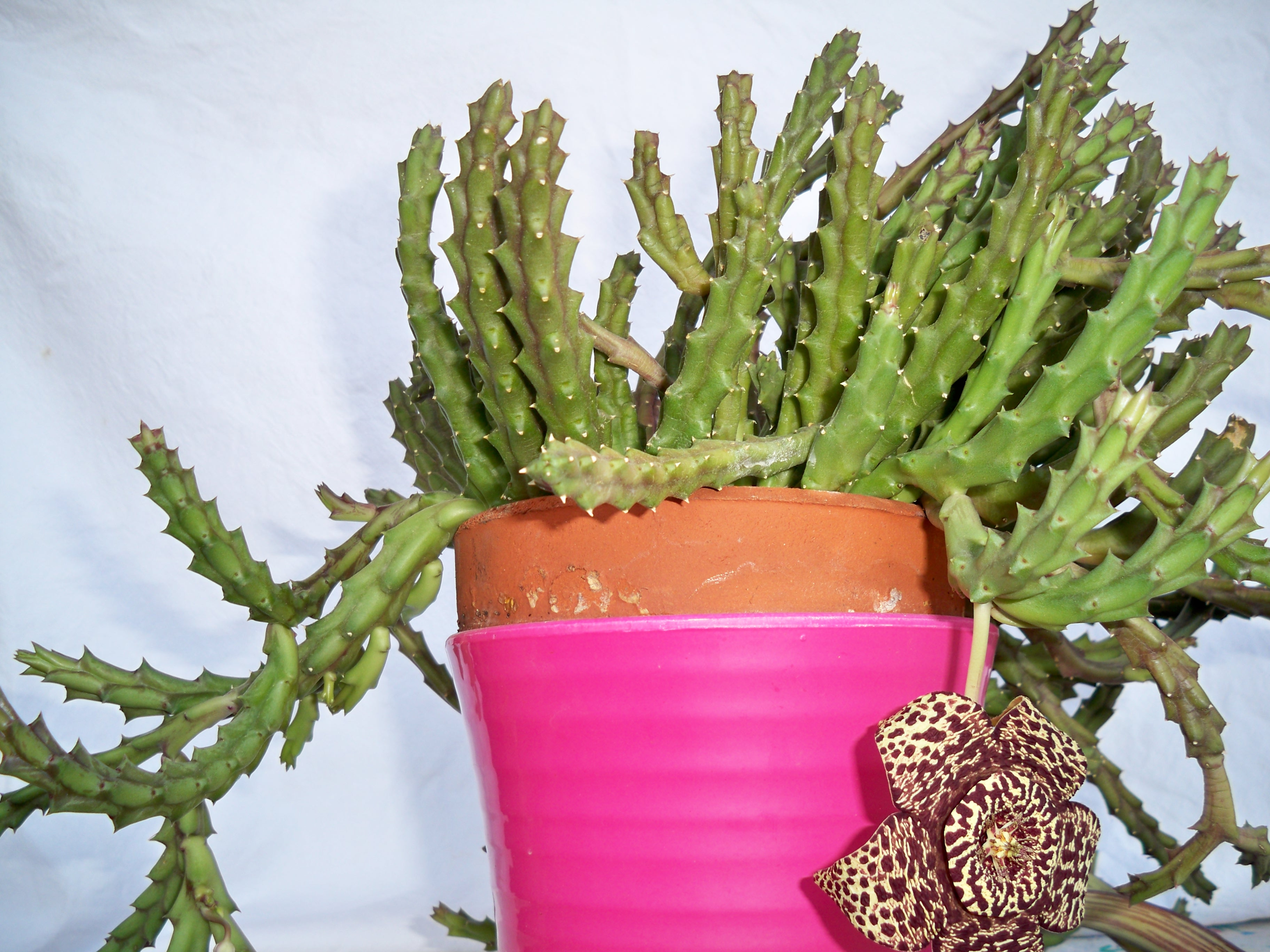
Orbea lepida (Syn: S. lepida)
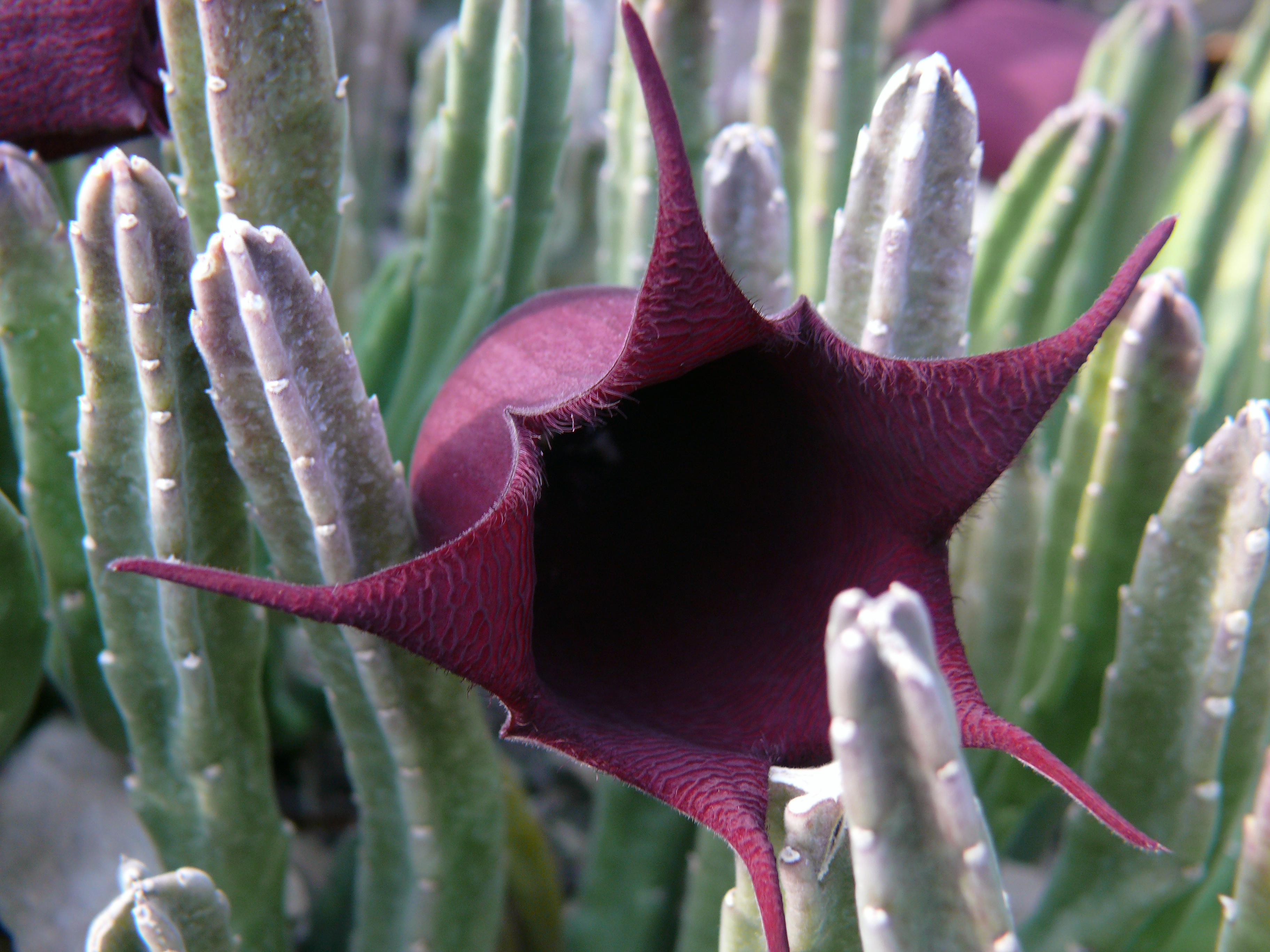
S. leendertziae
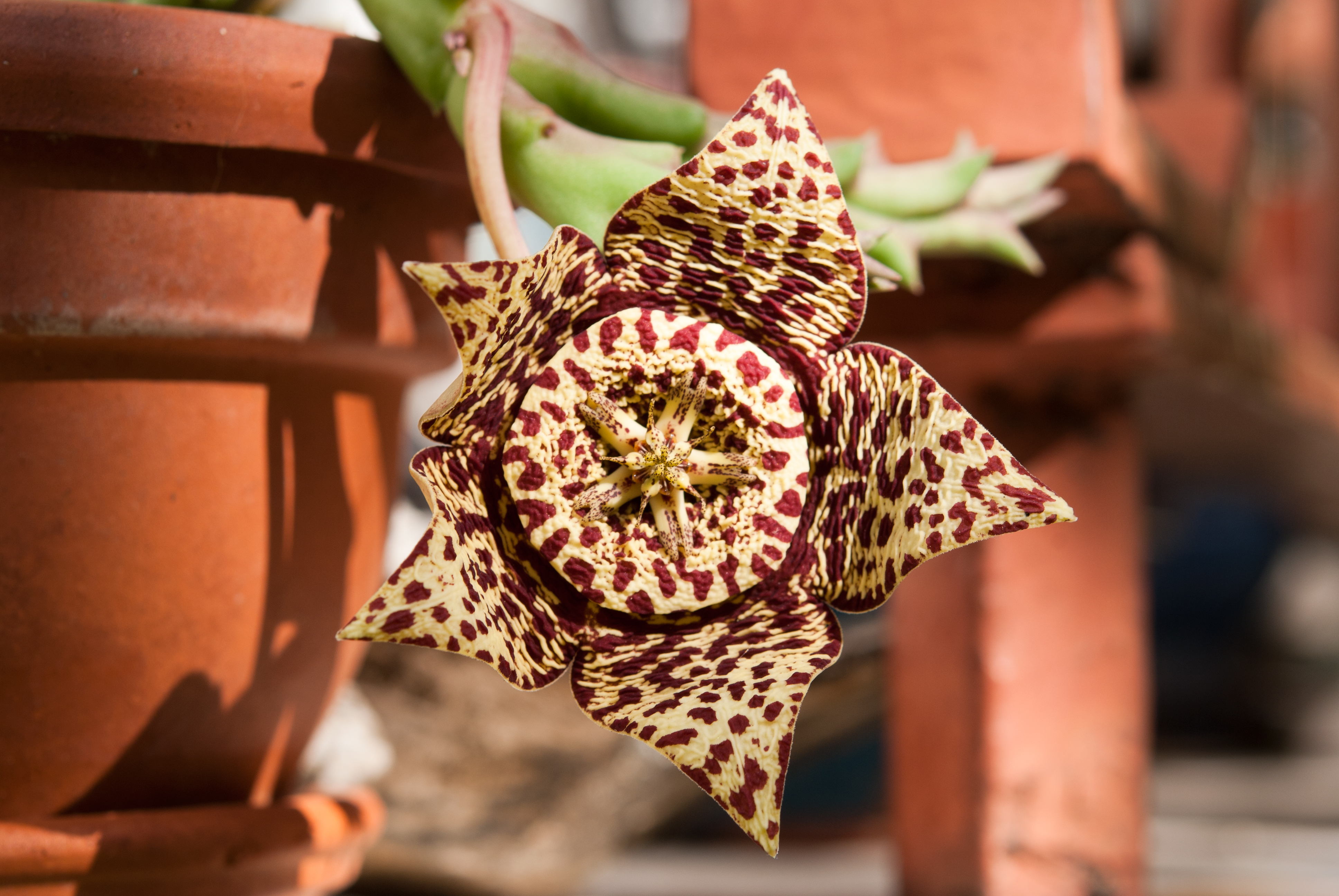
S. lepida (Orbea lepida)